# Принц и Вечерняя Звезда
«Принц и Вечерняя Звезда» (чеш. Princ a Vecernice) — чехословацкий художественный фильм-сказка, снятый в 1978 году режиссёром Вацлавом Ворличеком.
Экранизация сказки Божены Немцовой «О зонтике, лунном свете и ветряной мельнице» .
Премьера фильма состоялась 1 октября 1979 года.

## Сюжет
У короля четверо детей — принц Велена и три принцессы Хеленка, Еленка и Ленка. Старый король недоволен своими детьми. Пришло время принцессам выйти замуж и принцу взять на себя власть в королевстве. Однажды король отправляется на охоту и поручает королевство принцу Велену. И тут начинают происходить странные вещи: принцу, который отвечал за сестёр в отсутствие короля, является прекрасная Вечерняя Звезда, и он сразу безнадежно влюбляется в неё. По его просьбе она способствует, тому, что три её брата, три могущественных короля — Лунный, Солнечный и Ветреный берут трёх сестёр в жёны.
Чтобы добиться руки прекрасной принцессы, Велену нужно пройти через сложные испытания, приготовленные её братьями. Здесь не помогут принцу ни волшебство, ни сверхъестественные силы. Всё принцу придётся делать самому. Выполнить все задания и отыскать Вечернюю Звезду очень нелегко — злой колдун Мракомар хочет помешать планам Велена. Лишь храбрость, ловкость и доброе сердце помогут принцу. Благодаря этому он постепенно обретает мудрость и равновесие.

## В ролях
- Юрай Дюрдяк —Принц
- Либуше Шафранкова —Вечерняя Звезда
- Владимир Меншик —король
- Радослав Брзобогаты —чародей Мракомор
- Франтишек Филиповский —шут Какафирек
- Юлие Юриштова —Хеленка, принцесса
- Злата Адамовска —Еленка, принцесса
- Ивана Андрлова —Ленка, принцесса
- Олдрих Таборский —Ветренный
- Алексей Окунев —Лунный
- Петр Свобода —Солнечный
- Честмир Ржанда —трактирщик
- Владимир Кршка —купец Добромил
- Рудольф Елинек —рыцарь Честмир
- Вацлав Логниский —отставник
- Иржи Лир —нищий
- Карел Аугуста —нищий
- Ладислав Троян —жених
- Виктор Маурер —плут
- Милош Ваврушка —эпизод (нет в титрах)